# Хансард, Глен
Глен Хансард (англ. Glen Hansard; род. 21 апреля 1970 в Дублине, Ирландия) — основной композитор и вокалист/гитарист ирландской рок-группы The Frames. Он также известен по ролям в фильмах Однажды и Группа «Коммитментс». Хансард является соавтором песни «Falling Slowly», которая прозвучала в Однажды. «Falling Slowly» принесла Хансарду премию «Оскар» за лучшую песню к фильму, также в 2007—2008 он удостоился не менее 10 наград и номинаций.

## Карьера
Хансард бросил школу в возрасте 13 лет, став уличным музыкантом на улицах Дублина. В 1990 он организовал The Frames и они до сих пор имеют успех на ирландской сцене. Первый альбом, Another Love Song, был выпущен на Island Records в 1991, а последний, The Cost, в 2006.
Хансард впервые привлёк к себе внимание за границами Ирландии в 1991 году в роли гитариста в фильме Алана Паркера — Группа «Коммитментс» после посещения Нью-Йоркской Киноакадемии. После он неоднократно говорил, что жалеет об участии в этом фильме, потому что чувствовал, что это отвлекает его от музыкальной карьеры.
В 2003 он представляет телевизионное шоу Other Voices: Songs from a Room, которое представляло ирландских талантов на RTÉ.
22 апреля 2006 года он выпустил первый музыкальный альбом без The Frames, The Swell Season, на лейбле Overcoat Recordings вместе с чешской певицей и мультиинструменталистом Маркетой Иргловой, Марьей Тухканен из Финляндии, играющей на скрипке и альте, и Бертраном Галеном из Франции, играющем на виолончели. Хансард также провёл часть 2006 года на съёмках ирландского фильма Однажды, в котором он сыграл дублинского уличного гитариста, вместе с Иргловой, сыгравшей иммигрантку. Американская премьера фильма состоялась на фестивале Сандэнс в 2007 году, и он удостоился премии Festival’s World Cinema Audience Award. Во время промотура Глен и Маркета начали встречаться. Позже Хансард сказал об отношениях с Иргловой: «Я был влюблён в неё долгое время, но говорил себе, что она просто ребёнок». Одна из песен, написанных для фильма («Falling Slowly»), получила Оскар в феврале 2008 года. Хансард стал первым ирландским исполнителем, получившим эту премию. Хансард и Ирглова также записали новую версию песни Боба Дилана «You Ain't Goin' Nowhere» для фильма Меня там нет в 2007 году. В одном из интервью 2009 года Хансард сказал, что он и Маркета больше не связаны любовными отношениями и теперь они просто «хорошие друзья».
В 2006 году помимо проектов с группой The Frames и Иргловой, Хансард также был членом группы Oxfam, выпустив благотворительный альбом The Cake Sale. Кроме того, Хансард записал несколько кавер-версий самостоятельно и с членами группы Colm Mac Con Iomaire для диска Even Better Than the Real Thing от радио Today FM. Песни, записанные им, включали кавер на Джастина Тимберлейка — «Cry Me a River» и на Бритни Спирс — «Everytime».
Хансард появился в эпизоде «In the Name of the Grandfather» мультсериала Симпсоны как уличный музыкант из Ирландии.
Новый альбом оригинальных песен был записан вместе с Маркетой Иргловой под именем Strict Joy 27 октября 2009 на ANTI- лейбле.
14 августа 2009 Хансард спел «Amazing Grace» на похоронах Юнис Кеннеди Шрайвер. В декабре 2009 Глен вместе с Боно, Дэмьеном Райсом и другими ирландскими музыкантами выступил на Grafton Street в Дублине, в помощь Simon Community. В январе 2010 Глен и Mark Geary выставили на аукцион eBay закрытый концерт в помощь пострадавшим на Гаити из-за ужасного землетрясения. Вдвоём они поехали к победителю лота и устроили закрытый концерт у него дома, в часах езды от Дублина. После этого они сыграли для победителя и нескольких избранных фанатов в центральном дублинском кафе. Этот аукцион принёс им около €6000, которые были потрачены на благотворительные цели.
Хансард играет на акустической гитаре Takamine.

## Влияние на развитие
Хансард рассказывал о том, что больше всего повлияло на него: «В моём доме, когда я был ребенком, была святая троица — Леонард Коэн, Ван Моррисон и Боб Дилан — с Бобом во главе». Хансард и The Frames гастролировали в поддержку Боба Дилана в Австралии и Новой Зеландии в августе 2007. Также Хансард исполняет песни Вана Моррисона. Две такие песни, «Into the Mystic» и «And the Healing Has Begun», были включены в саундтрек фильма Однажды.

## Награда и номинации

### Награды
- Премия Оскар 2008 за песню «Falling Slowly» к фильму Однажды (англ. Once)
- Critics' Choice Award 2008 Best Original Song — «Falling Slowly» from Once
- Los Angeles Film Critics Association Award 2008 Best Original Score — for Once

### Номинации
- Grammy Award 2008 (50th Annual Grammy Awards) Best Song Written for Motion Picture, Television or Other Visual Media — «Falling Slowly» from Once
- Grammy Award 2008 (50th Annual Grammy Awards) Best Compilation Soundtrack Album for Motion Picture, Television or Other Visual Media — Once

## Дискография

### Сольные
- Rhythm and Repose (2012)
- Didn't He Ramble (2015)
- Between Two Shores (2018)
- This Wild Willing (2019)

### The Frames

#### Альбомы
- Another Love Song (1991)
- Fitzcarraldo (1995) (в качестве The Frames DC)
- Fitzcarraldo (1996)
- Dance the Devil (1999)
- For the Birds (2001)
- Breadcrumb Trail (2002) (живая запись)
- Set List (2003) (живая запись)
- Burn the Maps (2004)
- The Cost (2006)
- Longitude (2015) (лучшее)

#### Синглы и EP
- «The Dancer» (1991)
- «Masquerade» (1992)
- Turn On Your Record Player EP (1992)
- Picture of Love (1993)
- Angel at My Table (1994)
- «Revelate» (1995)
- «Monument» (1996)
- I am the Magic Hand (15 февраля 1999)
- Pavement Tune (1999)
- Rent Day Blues EP (1999)
- Come On Up to the House (1999 — Компиляция «Star Star» от The Frames)
- Lay Me Down (2001)
- Headlong (2002)
- The Roads Outgrown EP (2003)
- «Fake» (12 сентября 2003)
- «Finally» (2004)
- «Sideways Down» (28 января 2005)
- «Happy» (Radio Single Only — 2005)
- «Falling Slowly/No More I Love Yous» (1 сентября 2006)

### The Swell Season
- The Swell Season (2006)
- Once Soundtrack (2007)
- Strict Joy (2009)
- Take the Heartland (2012)

## Фильмы и сериалы
- Группа «Коммитментс» (1991)
- Однажды (2007)

## Также
- The Stars Are Underground — 24-минутный фильм, рассказывающий об андеграундной музыке в Дублине. Ирландия, 1996 год.